# エカテリーナ・フェセンコ
エカテリーナ・フェセンコ（露: Екатерина Фесенко、英: Yekaterina Fesenko、1958年8月8日 - ）は、旧ソビエト連邦の陸上競技選手。1983年世界陸上競技選手権大会400mハードル金メダリスト。1984年ロサンゼルスオリンピックにソビエト連邦代表選手として出るはずであったが、ソビエト連邦主導のボイコット運動により出場できなかった。

## 自己ベスト
400m:52.26（1980年）
400mハードル:54.14（1983年）